# Грюнбайн, Дурс
Дурс Грюнбайн (нем. Durs Grünbein; р. 9 октября 1962, Дрезден) — немецкий поэт и переводчик.

## Биография
C 1985 года живёт в Берлине. Учился в Гумбольдтовском университете на факультете театроведения. Путешествовал по странам мира, был гостем ряда университетов США.

## Избранные произведения
- Grauzone morgens (1988)
- Schädelbasislektion (1991)
- Falten und Fallen (1994)
- Den Teuren Toten. 33 Epitaphe (1994)
- Von der üblen Seite (1994)
- Galilei vermißt Dantes Hölle und bleibt an den Maßen hängen, эссе 1989—1995 (1996)
- Nach den Satiren (1999)
- Reise, Toter, драма (2001)
- Erklärte Nacht (2002)
- Una Storia Vera, Ein Kinderalbum in Versen (2002)
- Warum schriftlos leben, эссе (2003)
- Vom Schnee oder Descartes in Deutschland, поэма (2003)
- An Seneca. Postskriptum (2004)
- Antike Dispositionen, эссе (2005
- Porzellan. Poem vom Untergang meiner Stadt (2005)
- Der Misanthrop auf Capri (2005)
- Strophen für übermorgen (2007)

## Переводы
Переводил трагедии Эсхила и Сенеки, драмы Беккета, стихи Мишо, Эшбери, Т.Венцловы и др.

## Публикации на русском языке
- Вариации без темы: Избранные стихотворения / Пер. Е. Соколовой. М.: Текст, 2007.
- Стихи из книги «Строфы на послезавтра» / Пер. А. Прокопьева. // Иностранная литература. — 2009. — № 10.

## Признание
- Литературная премия г. Бремен (1992)
- премия Георга Бюхнера (1995)
- премия Петера Хухеля (1995)
- литературная премия Марбурга (2000)
- премия Фридриха Ницше (2004)
- премия Гёльдерлина (2005)
- Берлинская литературная премия (2006)
- Член Берлинской академии художеств
- Член Немецкой академии языка и литературы
- Член Свободной академии художеств Лейпцига
- Член Дюссельдорфской академии художеств (2006).